# Pollaplonyx hangayi
Pollaplonyx hangayi är en skalbaggsart som beskrevs av Keith 2008. Pollaplonyx hangayi ingår i släktet Pollaplonyx och familjen Melolonthidae. Inga underarter finns listade i Catalogue of Life.